# العلاقات الصربية الفيجية
العلاقات الصربية الفيجية هي العلاقات الثنائية التي تجمع بين صربيا وفيجي.

## مقارنة بين البلدين
هذه مقارنة عامة ومرجعية للدولتين:
| وجه المقارنة                                              | صربيا                                                      | فيجي                                                                 |
| --------------------------------------------------------- | ---------------------------------------------------------- | -------------------------------------------------------------------- |
| المساحة (كم2)                                             | 88.36 ألف                                                  | 18.27 ألف                                                            |
| عدد السكان (نسمة)                                         | 7.02 مليون                                                 | 915.30 ألف                                                           |
| الكثافة السكانية (ن./كم²)                                 | 79.45                                                      | 50.1                                                                 |
| العاصمة                                                   | بلغراد                                                     | سوفا                                                                 |
| اللغة الرسمية                                             | اللغة الصربية                                              | لغة إنجليزية، اللغة الفيجية، اللغة الفيجي الهندية، اللغة الهندستانية |
| العملة                                                    | دينار صربي                                                 | دولار فيجي                                                           |
| الناتج المحلي الإجمالي (بليون دولار)                      | 41.43 مليار                                                | 5.06 مليار                                                           |
| الناتج المحلي الإجمالي (تعادل القوة الشرائية) بليون دولار | 100.13 مليار                                               | 8.32 مليار                                                           |
| الناتج المحلي الإجمالي الاسمي للفرد دولار أمريكي          | 5.24 ألف                                                   | 4.96 ألف                                                             |
| الناتج المحلي الإجمالي للفرد دولار أمريكي                 | 13.59 ألف                                                  | 8.79 ألف                                                             |
| مؤشر التنمية البشرية                                      | 0.771                                                      | 0.727                                                                |
| رمز المكالمات الدولي                                      | +381                                                       | +679                                                                 |
| رمز الإنترنت                                              | .rs، .срб ‏                                                 | .fj                                                                  |
| المنطقة الزمنية                                           | توقيت وسط أوروبا، ت ع م+01:00، ت ع م+02:00، أوروبا/بلغراد ‏ | ت ع م+12:00                                                          |

## منظمات دولية مشتركة
يشترك البلدان في عضوية مجموعة من المنظمات الدولية، منها:
| علم المنظمة | اسم المنظمة                               | تاريخ انضمام صربيا | تاريخ انضمام فيجي |
| ----------- | ----------------------------------------- | ------------------ | ----------------- |
|             | المنظمة الهيدروغرافية الدولية             | ?                  | ?                 |
|             | الاتحاد البريدي العالمي                   | ?                  | ?                 |
|             | يونسكو                                    | 20 ديسمبر 2000     | 14 يوليو 1983     |
|             | البنك الدولي للإنشاء والتعمير             | 25 فبراير 1993     | 28 مايو 1971      |
|             | وكالة ضمان الاستثمار متعدد الأطراف        | 19 مارس 1993       | 24 سبتمبر 1990    |
|             | الاتحاد الدولي للاتصالات                  | 1 يونيو 2001       | 5 مايو 1971       |
|             | منظمة الشرطة الجنائية الدولية             | ?                  | ?                 |
|             | مؤسسة التمويل الدولية                     | 25 فبراير 1993     | 12 يوليو 1979     |
|             | الأمم المتحدة                             | 1 نوفمبر 2000      | 13 أكتوبر 1970    |
|             | مؤسسة التنمية الدولية                     | 25 فبراير 1993     | 29 سبتمبر 1972    |
|             | منظمة حظر الأسلحة الكيميائية              | ?                  | ?                 |
|             | المركز الدولي لتسوية المنازعات الاستشارية | 8 يونيو 2007       | 10 سبتمبر 1977    |

## وصلات خارجية
- موقع وزارة الخارجية الصربية
- موقع وزارة الخارجية الفيجية